# USS McKean (DD-784)
USS McKean (DD-784/DDR-784) là một tàu khu trục lớp Gearing được Hải quân Hoa Kỳ chế tạo vào giai đoạn cuối Chiến tranh Thế giới thứ hai. Nó là chiếc tàu chiến thứ hai của Hải quân Mỹ được đặt theo tên Thiếu tướng Hải quân William Wister McKean (1800-1865), người từng tham gia cuộc Nội chiến Hoa Kỳ. Hoàn tất khi chiến tranh đã sắp kết thúc, con tàu tiếp tục phục vụ trong giai đoạn Chiến tranh Lạnh, Chiến tranh Triều Tiên và Chiến tranh Việt Nam cho đến khi ngừng hoạt động năm 1981. Con tàu được chuyển cho Thổ Nhĩ Kỳ để tháo dỡ làm nguồn phụ tùng, và cuối cùng bị đánh chìm như một mục tiêu năm 1987. McKean được tặng thưởng một Ngôi sao Chiến trận do thành tích phục vụ trong Chiến tranh Triều Tiên.

## Thiết kế và chế tạo
McKean được đặt lườn tại xưởng tàu của hãng Todd Pacific Ship Building Company ở Seattle, Washington vào ngày 15 tháng 9 năm 1944. Nó được hạ thủy vào ngày 31 tháng 3 năm 1945, và nhập biên chế vào ngày 9 tháng 6 năm 1945.

## Lịch sử hoạt động

### Thập niên 1940

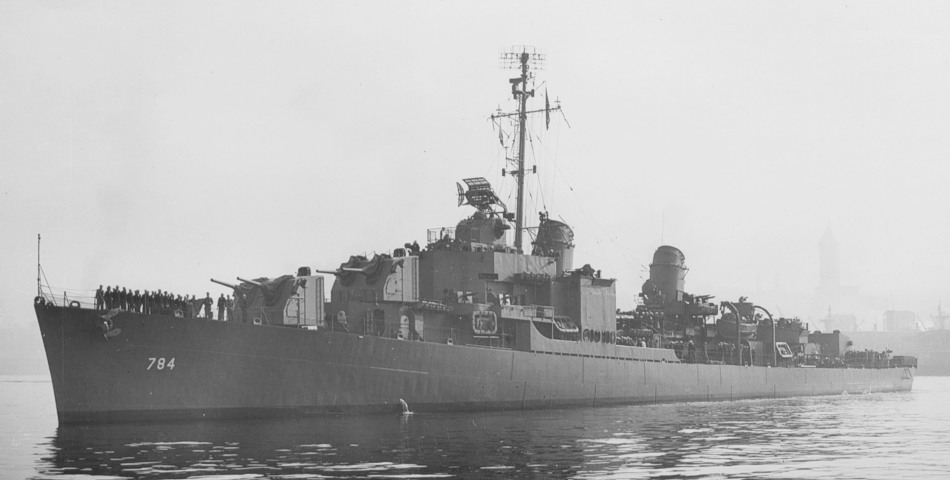
McKean ngoài khơi Seattle, ngày 14 tháng 6 năm 1945.

Hoạt động đầu tiên của McKean vào mùa Thu năm 1945 là một đợt phục vụ kéo dài ba tháng cùng lực lượng chiếm đóng sau khi Nhật Bản đầu hàng. Trong giai đoạn này nó tham gia hoạt động rà phá thủy lôi tại vùng biển Nhật Bản.

### Chiến tranh Triều Tiên
Sau khi quân đội Bắc Triều Tiên tấn công xuống lãnh thổ Nam Triều Tiên vào ngày 25 tháng 6, 1950, khiến Chiến tranh Triều Tiên bùng nổ, McKean gia nhập Đệ Thất hạm đội vào tháng 8, và thoạt tiên được phân về Đội khu trục 112 trực thuộc Lực lượng Đặc nhiệm 77. Nó đã tham gia cuộc đổ bộ lên Inchon, một đòn tấn công bọc sườn sâu vào hậu phương của đối phương vốn đã đem lại lợi thế chiến thuật đáng kể. Đang khi di chuyển độc lập ngoài khơi Chinnampo, chiếc tàu khu trục đã phát hiện bãi thủy lôi đầu tiên trong cuộc chiến tranh. Từ tháng 10 đến tháng 12, 1950, nó tham gia cùng Lực lượng Đặc nhiệm 72 để tuần tra tại eo biển Đài Loan cùng với tàu tuần dương hạng nhẹ Manchester (CL-83) và các tàu khu trục Frank Knox (DD-742), Hollister (DD-788) và Ozbourn (DD-846).
Trong đêm 25 tháng 11, 1950, quân đội Trung Cộng, trên danh nghĩa Chí nguyện quân, vượt qua sông Áp Lục tiến vào lãnh thổ Bắc Triều Tiên để tham gia cuộc chiến tranh. Ưu thế về số lượng đã giúp họ bao vây các Trung đoàn 5 và 7 Thủy quân Lục chiến thuộc Quân đoàn X trong trận hồ Chosin vào ngày 27 tháng 11. Việc giải vây các đơn vị này phụ thuộc vào sự hỗ trợ trên không của máy bay từ tàu sân bay. Vì vậy McKean, Hollister và Frank Knox được cho rút khỏi hoạt động tuần tra eo biển Đài Loan vào ngày 8 tháng 12 để tăng cường hỗ trợ cho các tàu sân bay thuộc Lực lượng Đặc nhiệm 77. Cuối cùng lực lượng phá vỡ sự phong tỏa vào ngày 10 tháng 12, và rút lui về hướng cảng Hŭngnam, chuẩn bị để được triệt thoái bằng đường biển. Việc di tản khỏi Hŭngnam kết thúc vào ngày 24 tháng 12, sau khi đưa lên tàu đổ bộ khoảng 105.000 binh lính, 91.000 dân thường tị nạn và một số lượng lớn hàng hóa quân sự.
McKean quay trở về Yokosuka, và sau đó tiếp tục đến Sasebo, và ở lại đây cho những bảo trì cần thiết cho đến ngày 23 tháng 12. Nó gia nhập trở lại Lực lượng Đặc nhiệm 77 vào ngày 24 tháng 12, vào một thời điểm đây là đơn vị hải quân lớn nhất được tập trung kể từ Thế Chiến II, bao gồm thiết giáp hạm Missouri (BB-63), các tàu sân bay hạm đội Philippine Sea (CV-47), Princeton (CV-37) và Valley Forge (CV-45), các tàu sân bay hộ tống Badoeng Strait (CVE-116) và Sicily (CVE-118), hai tàu tuần dương Saint Paul (CA-73) và Manchester (CL-83) cùng trên 30 tàu khu trục. Vào tháng 1, 1951, nó gia nhập Lực lượng Đặc nhiệm 95 và làm nhiệm bắn phá bờ biển và phong tỏa tại khu vực Wonsan, Songjin và Chinjŏn, nó hoàn tất lượt phục vụ vào mùa Xuân năm 1951 và quay trở về Hoa Kỳ vào tháng 4. Trong một năm tiếp theo con tàu được bảo trì và huấn luyện dọc theo vùng bờ Tây.
Từ ngày 20 tháng 6, 1952, McKean đi vào Xưởng hải quân Long Beach, và trong bảy tháng tiếp theo sau con tàu được cải biến thành một tàu khu trục cột mốc radar, khi các cỡ pháo phòng không 40mm, 20mm cùng các ống phóng ngư lôi được tháo dỡ, thay bằng ba khẩu đội 5-inch/50 caliber Mark 22 nòng đôi, cùng được trang bị các dàn radar tiên tiến. Đang khi được sửa chữa, nó được xếp lại lớp với ký hiệu lườn mới DDR-784 vào ngày 18 tháng 7, 1952, và gia nhập Đội khu trục 131 sau khi hoàn tất. Con tàu được phái sang Viễn Đông vào tháng 6, 1953 và đã tuần tra tại vùng biển Nhật Bản và Đông Nam Á.

### 1953 - 1960
Vào tháng 5, 1955, McKean tham gia Chiến dịch Wigwam, cuộc thử nghiệm bom nguyên tử như một vũ khí chiến thuật chống tàu ngầm khi cho kích nổ ở độ sâu 2.000 ft (610 m) ngoài khơi bờ biển California. Sang đầu năm 1956, nó viếng thăm Singapore, và đến cuối năm đó đã viếng thăm Melbourne vào lúc diễn ra Thế vận hội tại thành phố này. Hải đội bao gồm một tàu tuần dương và bốn tàu khu trục là những tàu chiến Hoa Kỳ từng viếng thăm Melbourne kể từ khi Thế Chiến II kết thúc. Lượt phục vụ tại Viễn Đông năm 1959 bao gồm một chuyến tuần tra eo biển Đài Loan; và vào năm 1960 bao gồm hoạt động tuần tra tại biển Đông ngoài khơi Việt Nam.

### Thập niên 1960

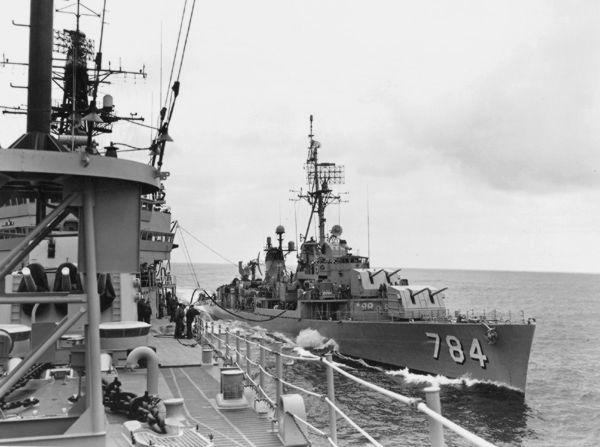
McKean như một tàu khu trục cột mốc radar, đang được tiếp nhiên liệu từ tàu tuần dương.

Sau hai năm hoạt động dọc theo vùng bờ Tây từ cảng nhà Long Beach, California, McKean lên đường vào tháng 1, 1962 để đi sang khu vực Tây Thái Bình Dương. Tại vùng biển ngoài khơi Philippines, nó thực tập chống tàu ngầm và phòng không phối hợp cùng Hancock (CV-19), rồi cùng chiếc tàu sân bay hoạt động tuần tra tại eo biển Đài Loan trong tháng 6. Hoàn tất lượt phục vu, nó quay trở về Long Beach vào ngày 17 tháng 7, để rồi lại lên đường vào ngày 18 tháng 5, 1963 cho một lượt phục vụ khác tại Viễn Đông. Trong đợt này nó đã tuần tra trên một khu vực trải rộng từ quần đảo Aleut và Nhật Bản cho đến Philippines và Hong Kong; con tàu quay trở về Long Beach vào ngày 9 tháng 9.
McKean được xếp lại lớp và quay trở lại ký hiệu lườn cũ DD-784 vào ngày 1 tháng 12, 1963. Nó được nâng cấp tại Xưởng hải quân Long Beach tại California trong khuôn khổ Chương trình Hồi sinh và Hiện đại hóa Hạm đội I (FRAM: Fleet Rehabilitation and Modernization) từ ngày 7 tháng 2 đến ngày 9 tháng 11, 1964, nhằm kéo dài tuổi thọ phục vụ thêm 10 đến 20 năm đồng thời nâng cao hiệu quả tác chiến, cùng bổ sung sàn đáp và hầm chứa để vận hành kiểu máy bay trực thăng không người lái chống tàu ngầm Gyrodyne QH-50 DASH. Có tổng cộng 80 trong số 98 tàu khu trục lớp Gearing được nâng cấp trong chương trình này. Đang trong quá trình nâng cấp, chiếc tàu khu trục được điều động về Hải đội Khu trục 19 vào ngày 1 tháng 7, 1964.
Vào ngày 10 tháng 7, 1965, McKean lên đường đi sang khu vực Tây Thái Bình Dương để gia nhập Đệ Thất hạm đội, và từ tháng 8 đã hoạt động cùng tàu sân bay Oriskany (CVA-34) trong bốn tháng, trong thành phần một đội đặc nhiệm tàu sân bay tấn công biển Đông. Con tàu đã áp sát bờ biển Nam Việt Nam vào ngày 7 tháng 12 để hỗ trợ hải pháo cho trận chiến trên bộ, và sang ngày 15 tháng 12 tại khu vực trách nhiệm của Quân đoàn 1, hỏa lực của nó đã giúp chặn đứng và đẩy lui một cuộc tấn công ban đêm tại khu vực Quảng Ngãi. Sau khi hoàn thành nhiệm vụ, nó lên đường vào ngày 20 tháng 12 để đi Hong Kong và Yokosuka, rồi rời Nhật Bản vào ngày 31 tháng 12 và về đến Long Beach vào ngày 13 tháng 1, 1966.
Đang khi ở lại vùng bờ Tây, McKean đã tham gia các cuộc tập trận "Eager Angler" và "Baseline II" tại vùng bờ biển Thái Bình Dương. Nó lên đường vào ngày 18 tháng 11, 1966 để quay trở lại khu vực Tây Thái Bình Dương, đi đến vịnh Subic, Philippines vào ngày 8 tháng 12, và từ ngày 22 tháng 12 bắt đầu làm nhiệm vụ tìm kiếm và giải cứu trong vịnh Bắc Bộ ngoài khơi bờ biển Bắc Việt Nam. Trong đợt này con tàu đã lập một kỷ lục khi phục vụ tiếp nhiên liệu trên đường đi cho 100 máy bay trực thăng trong vòng 30 ngày; và từ ngày 17 tháng 2 đến ngày 12 tháng 4, 1967 đã bốn lần được phái áp sát bờ biển hỗ trợ hải pháo cho những trận chiến trên bộ. Con tàu đã bắn hơn 4.000 quả đạn pháo 5-inch xuống các mục tiêu đối phương tại Nam Việt Nam.
McKean rời vùng biển Đông Nam Á đầy biến động vào ngày 24 tháng 4, 1967 để đi sang Australia rồi đến New Zealand tham dự những lễ hội kỷ niệm Trận chiến biển Coral cho đến ngày 22 tháng 5. Nó quay trở về Hoa Kỳ ngang qua Samoa và Trân Châu Cảng, về đến vào ngày 8 tháng 6. Từ ngày 20 tháng 7 đến ngày 10 tháng 11, McKean được đại tu tại Xưởng hải quân Mare Island, California. Sau khi hoàn tất công việc trong xưởng tàu, nó quay trở lại Long Beach và chuẩn bị cho lượt biệt phái tiếp theo.
McKean được phái sang khu vực Tây Thái Bình Dương vào tháng 3, 1968, ghé qua Trân Châu Cảng, Yokosuka và Sasebo trên đường đi. Nó được gửi đến ngoài khơi bờ biển Triều Tiên trong khuôn khổ Chiến dịch Combat Fox nhằm biểu dương lực lượng gây sức ép lên Bắc Triều Tiên sau vụ chiếm giữ chiếc tàu do thám Pueblo (AGER-2) vào ngày 23 tháng 1, 1968. Sau đó nó tuần tra tại các vùng biển Nhật Bản, biển Đông và vịnh Bắc Bộ, và đã ghé thăm Hong Kong và Cao Hùng, Đài Loan. Tại vùng biển Việt Nam, nó luân phiên hoạt động hộ tống và canh phòng máy bay cho tàu sân bay với nhiệm vụ bắn phá bờ biển và hỗ trợ hải pháo cho cuộc chiến trên bộ. Con tàu quay trở về Long Beach vào cuối năm 1968.
McKean được bảo trì, nghỉ ngơi và hoạt động tại chỗ dọc theo vùng bờ Tây cho đến tháng 6, 1969, khi nó đón lên tàu học viên sĩ quan cho một chuyến đi thực tập mùa Hè, vốn đã đưa những sĩ quan hải quân tương lai viếng thăm San Francisco, Vancouver và Trân Châu Cảng.

### Thập niên 1970

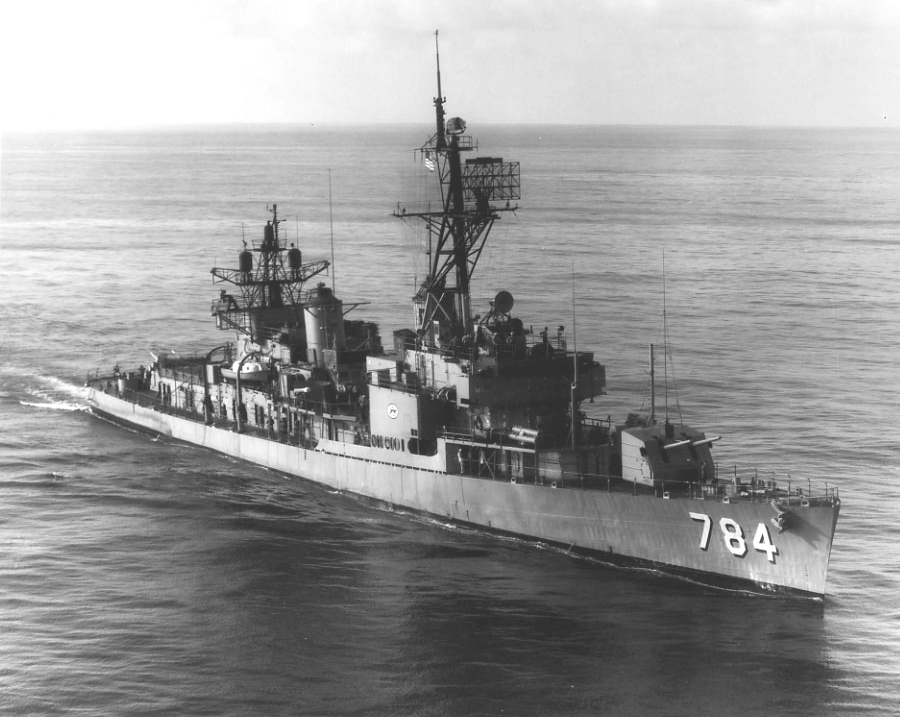
McKean trong cấu hình sau nâng cấp FRAM I, tháng 2, 1970.

McKean lại được phái sang khu vực Tây Thái Bình Dương vào tháng 2, 1970. Nó đã viếng thăm Nhật Bản, Bangkok, Guam, Hong Kong và Philippines. Trong giai đoạn này nó đã hoạt động bắn phá và hỗ trợ hỏa lực dọc bờ biển, phục vụ như trạm canh phòng PIRAZ (Positive Identification Radar Advisory Zone: Khu vực Nhận diện và Tư vấn Radar Chủ động), và hoạt động như tàu phong tỏa ngoài khơi Campuchia trong 30 ngày. Quay trở về Long Beach, trong giai đoạn từ tháng 6, 1970 đến tháng 9, 1971, nó được đại tu đồng thời tháo dỡ những thiết bị hỗ trợ QH-50 DASH do kém hiệu quả, và tiếp tục huấn luyện trong thành phần Hải đội Khu trục 29.
Vào ngày 9 tháng 9, 1971, McKean khởi hành từ Long Beach cho lượt phục vụ tiếp theo tại khu vực Tây Thái Bình Dương. Nó có chặng dừng ngắn tại Trân Châu Cảng trong các ngày 15 và 16 tháng 9, ghé qua Midway vào ngày 21 tháng 9 và Guam vào ngày 28 tháng 9. Con tàu được bảo trì tại vịnh Subic, Philippines từ ngày 2 đến ngày 9 tháng 10 trước khi hoạt động trong thành phần Hải đội Khu trục 13, đảm trách nhiệm vụ PIRAZ tại vịnh Bắc Bộ từ ngày 10 tháng 10. Đến ngày 16 tháng 10, nó được cho tách ra để làm nhiệm vụ hỗ trợ hải pháo cho lực lượng trên bộ, và đến ngày 1 tháng 11 đã lên đường đi Singapore để bảo trì cho đến ngày 10 tháng 11.
Vào ngày 11 tháng 11, McKean tháp tùng tàu sân bay Anh HMS Eagle (R05) đi sang Ấn Độ Dương, rồi gia nhập trở lại Đệ Thất hạm đội và đi đến Trạm Yankee vào ngày 25 tháng 11 để phục vụ canh phòng máy bay cho tàu sân bay Enterprise (CVN-65). Đến ngày 10 tháng 12, nó cùng tàu khu trục Decatur (DD-936) hộ tống cho Enterprise đi sang vịnh Bengal trong thành phần Lực lượng Đặc nhiệm 74. Nó hoạt động tại khu vực này như một lực lượng răn đe từ ngày 15 tháng 12 đến ngày 7 tháng 12, 1972, nhằm mục đích bảo vệ cho quyền lợi của Hoa Kỳ, vào lúc xảy ra cuộc chiến tranh giữa Ấn Độ và Pakistan.
Gia nhập trở lại Đệ Thất hạm đội tại vịnh Subic, McKean lên đường vào ngày 17 tháng 1, 1972 để đi đến hoạt động tại Trạm Yankee. Nó gặp trục trặc bộ tản nhiệt vào ngày 23 tháng 1, nên phải quay trở lại vịnh Subic để sửa chữa từ ngày 26 đến ngày 31 tháng 1. Nó lên đường đi Hong Kong sau đó, nghỉ ngơi tại cảng này từ ngày 2 đến ngày 9 tháng 2. Đang khi khởi hành rời Hong Kong vào ngày 9 tháng 2, một bảng mạch điện trong phòng động cơ phía sau bốc cháy; đội kiểm soát hư hỏng đã nhanh chóng dập tắt và kiểm soát được tình hình. Con tàu lại được sửa chữa tại vịnh Subic từ ngày 11 đến ngày 20 tháng 2.
McKean khởi hành từ vịnh Subic vào ngày 20 tháng 2, 1972 cho một hành trình dài quay trở về nhà. Nó ghé qua Brisbane, Australia vào ngày 1 tháng 3, viếng thăm Sydney từ ngày 10 đến ngày 14 tháng 3, rồi cùng tàu khu trục Arnold J. Isbell (DD-869) viếng thăm Wellington, New Zealand từ ngày 17 đến ngày 21 tháng 3. Con tàu tiếp tục ghé qua Pago Pago, Samoa thuộc Mỹ vào ngày 25 tháng 3, ghé qua Trân Châu Cảng để tiếp nhiên liệu vào ngày 1 tháng 4, và về đến cảng nhà Long Beach, California vào ngày 7 tháng 4.
Sang tháng 5, 1972, McKean được điều động sang phục vụ trong vai trò tàu huấn luyện dự bị tại vùng biển giữa California và Hawaii. Vào cuối những năm 1970, nó chuyển cảng nhà đến Seattle, Washington. Nó được cho rút khỏi danh sách Đăng bạ Hải quân vào ngày 30 tháng 9, 1980; và xuất biên chế vào tháng 10, 1981.
Con tàu được chuyển cho Thổ Nhĩ Kỳ vào ngày 2 tháng 11, 1982 để tháo dỡ làm nguồn phụ tùng cho các tàu khu trục chị em còn hoạt động. Sau cùng lườn tàu bị đánh chìm bởi tên lửa chống hạm AGM-84 Harpoon vào tháng 7, 1987, xác tàu hiện đang nằm tại đáy vịnh Antalya ngoài khơi bờ biển Địa Trung Hải.

## Phần thưởng
McKean được tặng thưởng một Ngôi sao Chiến trận do thành tích phục vụ trong Chiến tranh Triều Tiên.